# Шевчук Станіслав Володимирович
Станісл́ав Волод́имирович Шевч́ук (11 червня 1969, Харків) — український юрист, доктор юридичних наук, професор кафедри загальнотеоретичних та державно-правових наук правничого факультету Національного Університету «Києво-Могилянська Академія», член-кореспондент Національної Академії правових наук України, Суддя ad hoc Європейського Суду з прав людини від України (2009—2012).
13 березня 2014 року обраний за квотою Верховної Ради суддею Конституційного Суду України. 21 лютого 2018 року обраний Головою Конституційного Суду України.
14 травня 2019 року звільнений з посади судді Конституційного Суду України.
11 жовтня 2019 року рішенням Окружного адміністративного суду міста Києва Конституційний Суд України зобов'язано поновити Станіслава Шевчука на посадах судді та Голови Конституційного Суду України.

## Життєпис
Народився 11 червня 1969 року у м. Харків у сім'ї службовців.
У 1986 році закінчив середню школу № 93 Жовтневого району м. Харкова з золотою медаллю. У 1987—1989 р. знаходився на строковій військовій службі.
У 1993 році закінчив Українську юридичну академію (нині — Національний університет «Юридична академія України імені Ярослава Мудрого»), диплом з відзнакою та закінчив аспірантуру цієї Академії за спеціальністю 12.00.01 (теорія та історія держави і права, історія політичних і правових учень), де з 1996 по 1997 рік працював асистентом кафедри теорії держави та права.
З 1997 по 2000 р. працював науковим консультантом судді Конституційного Суду України. З 2000 по 2003 р. був директором Центру порівняльного права та його правонаступника — Центру європейського та порівняльного права при Міністерстві юстиції України, основною метою діяльності якого було науково-експертне, інформаційне та методологічне забезпечення європейської інтеграції України у правовій сфері.
З 2004 по 2009 р. — професор кафедри публічного права Міжнародного Соломонового університету (м. Київ), з 2009 р. — професор кафедри загальнотеоретичних та державно-правових наук Національного Університету «Києво-Могилянська Академія».
У 2010 р. був обраний член-кореспондентом Національної Академії правових наук України на загальних зборах цієї Академії.
У 1997 році захистив кандидатську дисертацію на тему «Делегування державних повноважень», а у 2008 році — дисертацію на здобуття наукового ступеня доктора юридичних наук на тему «Загальнотеоретичні проблеми нормативності актів судової влади».
Перший заступник голови Редакційної ради журналу «Європейський Суд з прав людини. Судова практика», входить до складів редколегій таких юридичних журналів як «Вісник Конституційного Суду України», «Право України» [Архівовано 14 грудня 2014 у Wayback Machine.], «Судова практика», «Українське право», «Вибори і демократія», «Наукові записки НаУКМА. Юридичні науки», «Свобода висловлювання та приватність», «Студентський юридичний журнал», є членом Науково-експертної ради Комітету Верховної Ради України з питань Європейської інтеграції та Науково-консультативної ради при Верховному Суді України, був членом та секретарем Міжвідомчої координаційної ради з адаптації законодавства України до законодавства Європейського Союзу, членом Національної Комісії зі зміцнення демократії та утвердження верховенства права (2005—2010).
Проводив наукові дослідження та стажування в Університеті Дюка (США), Університеті Чикаго (США), Університеті Бірмінгему (Велика Британія), Університеті Лювену (Бельгія), Інституті Макса Планка (ФРН) з питань порівняльного конституційного права, філософії права та прав людини, працював експертом ООН у Місії ООН у республіці Таджикистан, надавав експертну допомогу Національній Комісії з примирення цієї республіки, брав участь як член міжнародних делегацій України (зокрема, на Гаазькій дипломатичній конференції з питань міжнародного приватного права), працював експертом Світового Банку, радником з правових питань, керівником відділу верховенства права Координатора проектів ОБСЄ в Україні.
Протягом 2009—2012 років — суддя Європейського Суду з прав людини ad hoc від України.
З березня 2014 року суддя Конституційного Суду України. 21 лютого 2018 року обраний Головою Конституційного Суду України.
14 травня 2019 року за вчинення істотного дисциплінарного проступку, грубе та систематичне нехтування своїми обов’язками, що є несумісним зі статусом судді Конституційного Суду України та виявило його невідповідність займаній посаді, вказаних у Висновку Постійної комісії з питань регламенту та етики Конституційного Суду України, звільнений з посади судді Конституційного Суду України.
11 жовтня 2019 року рішенням Окружного адміністративного суду міста Києва постанова про звільнення Станіслава Шевчука визнана незаконною, а дії Конституційного Суду України протиправними. Конституційний Суд України зобов'язано поновити Станіслава Шевчука на посадах судді та Голови Суду. Рішення Окружного адміністративного суду міста Києва в частині зобов'язання Конституційного Суду України поновити Станіслава Шевчука на посадах судді та Голови Суду допущено до негайного виконання. Рішення виконано не було. 6 лютого 2020 року Шостий апеляційний адміністративний суд зазначене рішення скасував, а провадження у справі закрив . 4 серпня 2020 року зазначене рішення підтвердив Верховний Суд, який зазначив, що рішення Конституційного Суду України про звільнення судді не може бути оскаржено до судів загальної юрисдикції. 
Володіє англійською та французькою мовами.

## Основні наукові публікації
Має понад 120 наукових публікацій з питань теорії держави і права, конституційного права, прав людини, серед яких 12 монографій (6 одноособові).

### Монографії
1. Судова правотворчість: світовий досвід і перспективи в Україні — К.: Реферат, 2007. — 640 с.

2. Судовий захист прав людини: практика Європейського суду з прав людини у контексті західної правової традиції — К.: Реферат, 2006. — 848 с.

3. Свобода вираження поглядів: практика Європейського суду з прав людини у порівняльній перспективі — К.: Реферат, 2005. — 192 с.

4. Свобода вираження — Київ: IREX U-Media, 2005. — 144 с.

5. Порівняльне прецедентне право з прав людини — К.: Реферат, 2002. — 344 с.

6. Основи конституційної юриспруденції — К.: Віпол, 2001. — 302 с.

## Рецензії
1. Авер'янов В. Б. Судова правотворчість: крізь призму світового досвіду // Вісник Академії правових наук України. — 2008. — № 1 (52). — С. 274—276

2. Ковлер А. И. Судебное формирование права: новое исследование украинского коллеги // Право и политика. — 2008. — № 4. — С. 1017—1019

3. Грошевий Ю. М., О. Л. Копиленко, Цвік М. В. Системний аналіз європейських стандартів щодо захисту прав людини: доктринальні підходи та судова практика // Право України. — 2006. — № 8. — С. 143—145

4. Денисов В. Н. Філософсько-правові засади конституційної юрисдикції: порівняльний аналіз теорії і практики // Вісник Академії правових наук України. — 2003. — № 1 (32). — С. 217—226.